# Liste der Autorenbeteiligungen und Produktionen von Paul NZA
Dies ist eine Übersicht über die Kompositionen, Liedtexte und Musikproduktionen des deutschen Komponisten, Liedtexters und Musikproduzenten Paul Neumann und seiner Pseudonyme wie Paul NZA. Zu berücksichtigen ist, dass Hitmedleys, Remixe, Liveaufnahmen oder Neuaufnahmen des gleichen Interpreten nicht aufgeführt werden.

## #
| Jahr | Titel | Interpret        | Funktion               |
| ---- | ----- | ---------------- | ---------------------- |
| 2005 | 20:15 | Fler feat. G-Hot | Co-Autor, Co-Produzent |
| 2011 | 23    | 23               | Co-Autor, Co-Produzent |

## A
| Jahr | Titel                | Interpret                               | Funktion               |
| ---- | -------------------- | --------------------------------------- | ---------------------- |
| 2006 | A.I.D.S. 2007        | Sido feat. B-Tight                      | Co-Autor, Co-Produzent |
| 2005 | Abtörn Görl          | Fler feat. Sido & Harris                | Co-Autor, Co-Produzent |
| 2009 | Aggro Collabo        | Fler                                    | Co-Autor, Co-Produzent |
| 2007 | Aggrostarz 2007      | Sido, Kitty Kat, Fler, B-Tight & Tony D | Co-Autor, Co-Produzent |
| 2012 | Ain’t No Way         | Stefanie Heinzmann                      | Co-Autor, Co-Produzent |
| 2015 | Alles auf Anfang     | Phela                                   | Co-Autor, Co-Produzent |
| 2012 | Alles was ich wollte | MoTrip                                  | Co-Autor, Co-Produzent |
| 2013 | Amazing              | Keule                                   | Co-Autor, Co-Produzent |
| 2012 | Another Love Song    | Stefanie Heinzmann                      | Co-Produzent           |
| 2011 | Another Universe     | Edita                                   | Co-Produzent           |
| 2013 | Arbeit               | Sido feat. Helge Schneider              | Co-Autor, Co-Produzent |
| 2015 | Astronaut            | Sido feat. Andreas Bourani              | Co-Autor, Co-Produzent |
| 2008 | Augen auf            | Sido                                    | Co-Autor, Co-Produzent |

## B
| Jahr | Titel                   | Interpret                                        | Funktion               |
| ---- | ----------------------- | ------------------------------------------------ | ---------------------- |
| 2009 | Bag It Up               | Stefanie Heinzmann                               | Co-Produzent           |
| 2008 | Best Thing You Ever Did | Stefanie Heinzmann                               | Co-Produzent           |
| 2009 | Bet That I’m Better     | Stefanie Heinzmann                               | Co-Produzent           |
| 2008 | Beweg dein Arsch        | Sido’s Hands on Scooter feat. Kitty Kat & Tony D | Co-Autor               |
| 2013 | Bisschen                | Keule                                            | Co-Autor, Co-Produzent |
| 2013 | Blumen im haar          | Keule                                            | Co-Autor, Co-Produzent |
| 2011 | Blutzbrüdaz             | Alpa Gun                                         | Co-Autor, Co-Produzent |
| 2015 | Boombidibyebye          | Sido feat. Adesse                                | Co-Autor, Co-Produzent |
| 2019 | Brillis                 | Shirin David                                     | Co-Autor, Co-Produzent |

## C
| Jahr | Titel                          | Interpret          | Funktion     |
| ---- | ------------------------------ | ------------------ | ------------ |
| 2014 | Can You Feel the Love Tonight  | Stefanie Heinzmann | Co-Produzent |
| 2010 | Can’t Be Tamed                 | Miley Cyrus        | Co-Autor     |
| 2008 | Can’t Get You Out of My System | Stefanie Heinzmann | Co-Produzent |
| 2008 | Carmen                         | Sido               | Co-Autor     |
| 2015 | Closer to the Sun              | Stefanie Heinzmann | Co-Autor     |
| 2012 | Coming Up for Air              | Stefanie Heinzmann | Co-Produzent |

## D
| Jahr | Titel                         | Interpret                       | Funktion               |
| ---- | ----------------------------- | ------------------------------- | ---------------------- |
| 2008 | Danke                         | Sido                            | Co-Autor               |
| 2009 | Darum leben wir (Numarek Rmx) | Cassandra Steen                 | Co-Produzent           |
| 2007 | Die Eine                      | Sido feat. Kitty Kat            | Co-Autor, Produzent    |
| 2011 | Das Leben ist ein Arschloch   | Sido feat. MoTrip & Laas Unltd. | Co-Autor, Co-Produzent |
| 2012 | Der Strahl                    | Deichkind                       | Co-Produzent           |
| 2009 | Der Tanz                      | Sido feat. K.I.Z                | Co-Autor, Co-Produzent |
| 2013 | Dick sein ist fett            | Keule                           | Co-Autor, Co-Produzent |
| 2012 | Do You Like What You See      | Ivy Quainoo                     | Co-Produzent           |
| 2008 | Do Your Thing                 | Stefanie Heinzmann              | Co-Produzent           |
| 2008 | Don’t Call This Love          | Stefanie Heinzmann              | Co-Produzent           |
| 2014 | Du passt auf mich auf         | Max Raabe & Palast Orchester    | Co-Produzent           |

## E
| Jahr | Titel                | Interpret                    | Funktion               |
| ---- | -------------------- | ---------------------------- | ---------------------- |
| 2005 | Ein Mann ein Wort    | Fler                         | Co-Autor, Co-Produzent |
| 2006 | Ein Teil von mir     | Sido                         | Co-Autor, Produzent    |
| 2007 | Ein Teil von mir     | Sido feat. Seryoga & B-Tight | Co-Autor, Co-Produzent |
| 2013 | Einer dieser Steine  | Sido feat. Mark Forster      | Co-Autor, Co-Produzent |
| 2013 | Einer muss es machen | Sido                         | Co-Autor, Co-Produzent |
| 2009 | Eis                  | Cassandra Steen              | Co-Autor, Co-Produzent |
| 2010 | Eiskalt              | Culcha Candela               | Co-Autor               |
| 2012 | Embryo               | MoTrip                       | Co-Autor, Co-Produzent |
| 2009 | Engel                | Cassandra Steen              | Co-Produzent           |
| 2013 | Enrico               | Sido                         | Co-Autor, Co-Produzent |
| 2015 | Entspannt            | Sido feat. Tony D            | Co-Autor, Co-Produzent |
| 2017 | Erinnern             | Adel Tawil                   | Co-Autor               |
| 2013 | Es war einmal        | Sido                         | Co-Autor, Co-Produzent |
| 2012 | Everyone’s Lonely    | Stefanie Heinzmann           | Co-Produzent           |

## F
| Jahr | Titel            | Interpret          | Funktion               |
| ---- | ---------------- | ------------------ | ---------------------- |
| 2011 | Fade Away        | Edita              | Co-Produzent           |
| 2008 | Fall Apart       | Sarah Connor       | Co-Produzent           |
| 2009 | Fallen nach oben | Cassandra Steen    | Co-Produzent           |
| 2012 | Feder im Wind    | MoTrip             | Co-Autor, Co-Produzent |
| 2012 | Fire             | Stefanie Heinzmann | Co-Produzent           |
| 2019 | Fliegst Du mit   | Shirin David       | Co-Autor, Co-Produzent |
| 2008 | Free Love        | Stefanie Heinzmann | Co-Produzent           |
| 2013 | Fühl dich frei   | Sido               | Co-Autor, Co-Produzent |
| 2015 | Für ewig         | Sido               | Co-Autor, Co-Produzent |

## G
| Jahr | Titel                                | Interpret                             | Funktion               |
| ---- | ------------------------------------ | ------------------------------------- | ---------------------- |
| 2005 | G mein Weg                           | Sido                                  | Co-Autor               |
| 2014 | Geschichte Isaaks                    | Tim Bendzko                           | Co-Produzent           |
| 2019 | Gib ihm                              | Shirin David                          | Co-Autor, Co-Produzent |
| 2011 | Give a Little Love Get a Little Love | Edita                                 | Co-Produzent           |
| 2012 | Gorilla                              | MoTrip feat. El Moussaoui             | Co-Autor, Co-Produzent |
| 2017 | Gott steh mir bei                    | Adel Tawil                            | Co-Autor               |
| 2013 | Grenzenlos                           | Sido feat. Marius Müller-Westernhagen | Co-Autor, Co-Produzent |
| 2015 | Gürtel am Arm                        | Sido                                  | Co-Autor, Co-Produzent |

## H
| Jahr | Titel               | Interpret          | Funktion               |
| ---- | ------------------- | ------------------ | ---------------------- |
| 2008 | Halt dein Maul      | Sido               | Co-Autor               |
| 2013 | Hasenbraten         | Keule              | Co-Autor, Co-Produzent |
| 2013 | Heike 3             | Keule              | Co-Autor, Co-Produzent |
| 2013 | Herz                | Sido               | Co-Autor               |
| 2013 | Hier bin ich wieder | Sido               | Co-Autor, Co-Produzent |
| 2009 | Hollywood           | Sido               | Co-Autor, Co-Produzent |
| 2012 | Home to Me          | Stefanie Heinzmann | Co-Produzent           |
| 2007 | Hör nicht auf       | B-Tight feat. Sido | Co-Autor, Co-Produzent |
| 2009 | How Does It Feel    | Stefanie Heinzmann | Co-Autor, Co-Produzent |
| 2009 | How Things Change   | Stefanie Heinzmann | Co-Produzent           |

## I
| Jahr | Titel                        | Interpret               | Funktion               |
| ---- | ---------------------------- | ----------------------- | ---------------------- |
| 2008 | I Betcha She Doesn’t Feel It | Stefanie Heinzmann      | Co-Produzent           |
| 2011 | I Don’t Know                 | Edita                   | Co-Produzent           |
| 2009 | I Don’t Know How to Hurt You | Stefanie Heinzmann      | Co-Produzent           |
| 2011 | I Don’t Know Why             | Edita                   | Co-Produzent           |
| 2008 | Ich und meine Maske          | Sido                    | Co-Autor               |
| 2019 | Ice                          | Shirin David            | Co-Autor, Co-Produzent |
| 2008 | If I Don’t Love You Now      | Stefanie Heinzmann      | Co-Produzent           |
| 2011 | Immer tiefer in den Dreck    | MoTrip feat. Sido       | Co-Autor, Co-Produzent |
| 2012 | Intro / Ich fang am Ende an  | MoTrip                  | Co-Autor, Co-Produzent |
| 2013 | Irgendwo wartet jemand       | Sido feat. Mark Forster | Co-Autor, Co-Produzent |
| 2013 | Is doch geil so              | Keule mit Sido          | Co-Autor, Co-Produzent |
| 2010 | I’ve Come to Life            | Edita                   | Co-Produzent           |

## J
| Jahr | Titel                         | Interpret         | Funktion               |
| ---- | ----------------------------- | ----------------- | ---------------------- |
| 2013 | Ja genau                      | Keule             | Co-Autor, Co-Produzent |
| 2005 | Jackpot                       | Fler              | Co-Autor, Co-Produzent |
| 2008 | Jeder kriegt, was er verdient | Sido feat. Tony D | Co-Autor               |

## K
| Jahr | Titel                  | Interpret          | Funktion               |
| ---- | ---------------------- | ------------------ | ---------------------- |
| 2012 | Kanacke mit Grips      | MoTrip             | Co-Autor, Co-Produzent |
| 2013 | Keiner kann was machen | Keule mit Marteria | Co-Autor, Co-Produzent |
| 2012 | Kennen                 | MoTrip             | Co-Autor, Co-Produzent |
| 2012 | King                   | MoTrip             | Co-Autor, Co-Produzent |
| 2012 | Kunst                  | MoTrip             | Co-Autor               |

## L
| Jahr | Titel                | Interpret                           | Funktion               |
| ---- | -------------------- | ----------------------------------- | ---------------------- |
| 2009 | Lass mich nicht hier | Cassandra Steen feat. Xavier Naidoo | Co-Produzent           |
| 2015 | Lass’ mich gehen     | Phela                               | Co-Autor, Co-Produzent |
| 2015 | Lavendel             | Phela                               | Co-Autor, Co-Produzent |
| 2013 | Liebe                | Sido                                | Co-Autor, Co-Produzent |
| 2008 | Like a Bullet        | Stefanie Heinzmann                  | Co-Produzent           |
| 2009 | Love Fever           | Stefanie Heinzmann                  | Co-Autor, Co-Produzent |

## M
| Jahr | Titel                | Interpret          | Funktion               |
| ---- | -------------------- | ------------------ | ---------------------- |
| 2004 | Macho                | Fler               | Co-Autor, Produzent    |
| 2015 | Mama war ne Schlampe | Addi Blanco        | Co-Autor               |
| 2009 | Marie & Jana         | Sido               | Co-Autor, Co-Produzent |
| 2008 | Masterplan           | Stefanie Heinzmann | Co-Produzent           |
| 2013 | Menschen             | Keule              | Co-Autor, Co-Produzent |
| 2010 | Monsta               | Culcha Candela     | Co-Autor               |
| 2011 | Monsta               | Global Kryner      | Co-Autor               |

## N
| Jahr | Titel                            | Interpret                        | Funktion                   |
| ---- | -------------------------------- | -------------------------------- | -------------------------- |
| 2015 | Nachtschicht 3.0                 | Manuellsen                       | Co-Produzent               |
| 2004 | NDW 2005                         | Fler                             | Co-Autor, Co-Produzent     |
| 2008 | Nein                             | Sido & Doreen                    | Co-Autor                   |
| 2011 | Nicht wie ihr                    | Doreen                           | Co-Autor, Co-Produzent     |
| 2011 | Nix zu verlieren                 | Culcha Candela                   | Co-Autor, Co-Produzent     |
| 2009 | No One (Can Ever Change My Mind) | Stefanie Heinzmann               | Co-Autor, Co-Produzent     |
| 2009 | No Substitute                    | Stefanie Heinzmann               | Co-Produzent               |
| 2012 | Not at All                       | Stefanie Heinzmann               | Co-Autor, Co-Produzent     |
| 2011 | Nothing’s Changed                | Edita                            | Co-Produzent               |
| 2012 | Numb the Pleasure                | Stefanie Heinzmann               | Co-Produzent               |
| 2019 | Nur mit dir                      | Shirin David feat. Xavier Naidoo | Co.Komponist, Co-Produzent |

## O
| Jahr | Titel                          | Interpret                               | Funktion               |
| ---- | ------------------------------ | --------------------------------------- | ---------------------- |
| 2012 | Old Flame                      | Stefanie Heinzmann                      | Co-Autor, Co-Produzent |
| 2019 | On Off                         | Shirin David feat. Maître Gims          | Co-Autor, Co-Produzent |
| 2008 | Only So Much Oil in the Ground | Stefanie Heinzmann feat. Tower of Power | Co-Produzent           |
| 2019 | Orbit                          | Shirin David                            | Co-Autor, Co-Produzent |

## P
| Jahr | Titel                  | Interpret               | Funktion               |
| ---- | ---------------------- | ----------------------- | ---------------------- |
| 2008 | Pack schlägt sich      | Sido feat. Azad         | Co-Autor               |
| 2008 | Painfully Easy         | Stefanie Heinzmann      | Co-Produzent           |
| 2013 | Paint Your Love        | Ivy Quainoo             | Co-Autor, Co-Produzent |
| 2013 | Papa, was machst Du da | Sido                    | Co-Autor, Co-Produzent |
| 2008 | Play                   | Sarah Connor            | Co-Autor, Co-Produzent |
| 2017 | Polarlichter           | Adel Tawil feat. MoTrip | Co-Autor               |

## R
| Jahr | Titel         | Interpret                          | Funktion     |
| ---- | ------------- | ---------------------------------- | ------------ |
| 2009 | Rette mich    | Cassandra Steen                    | Co-Produzent |
| 2008 | Revolution    | Stefanie Heinzmann                 | Co-Produzent |
| 2017 | Rooftop       | Nico Santos                        | Co-Produzent |
| 2009 | Roots to Grow | Stefanie Heinzmann feat. Gentleman | Co-Produzent |

## S
| Jahr | Titel                 | Interpret                        | Funktion               |
| ---- | --------------------- | -------------------------------- | ---------------------- |
| 2009 | Sag warum!?           | Fler                             | Co-Autor, Co-Produzent |
| 2009 | Save You              | Y’akoto                          | Co-Autor, Co-Produzent |
| 2007 | Schau hin             | Muhabbet                         | Co-Autor               |
| 2008 | Scheiss drauf         | Sido                             | Co-Autor               |
| 2009 | Schlampen von gestern | Sido feat. Doreen                | Co-Autor, Co-Produzent |
| 2006 | Schlechtes Vorbild    | Sido                             | Co-Autor, Co-Produzent |
| 2012 | Schreiben, Schreiben  | MoTrip                           | Co-Autor, Co-Produzent |
| 2008 | Schule                | Sido feat. Alpa Gun & Greckoe    | Co-Autor               |
| 2015 | Schwerelos            | Phela                            | Co-Autor, Co-Produzent |
| 2012 | Second Time Around    | Stefanie Heinzmann               | Co-Autor, Co-Produzent |
| 2015 | Selfie                | Sido                             | Co-Autor, Co-Produzent |
| 2009 | Seniorenstatus        | Sido feat. Samy Deluxe           | Co-Autor, Co-Produzent |
| 2012 | Shark in the Water    | Ivy Quainoo                      | Co-Produzent           |
| 2012 | Show Me the Way       | Stefanie Heinzmann               | Co-Produzent           |
| 2009 | Sido                  | Sido                             | Co-Autor, Co-Produzent |
| 2007 | So wie ich bin        | Bass Sultan Hengzt feat. Sido    | Co-Autor, Produzent    |
| 2013 | So wie Du             | Sido                             | Co-Autor, Co-Produzent |
| 2011 | Someone to Lean On    | Edita                            | Co-Produzent           |
| 2009 | Stadt                 | Cassandra Steen feat. Adel Tawil | Co-Autor               |
| 2012 | Stadt                 | Adoro                            | Co-Autor               |
| 2012 | Stain on My Heart     | Stefanie Heinzmann               | Co-Autor, Co-Produzent |
| 2005 | Steh wieder auf       | Deine Lieblings Rapper           | Co-Autor, Co-Produzent |
| 2015 | Still                 | Phela                            | Co-Autor, Co-Produzent |
| 2009 | Stop                  | Stefanie Heinzmann               | Co-Autor, Co-Produzent |
| 2008 | Strip für mich        | Sido feat. Kitty Kat             | Co-Autor               |
| 2012 | Summer Dreaming 2012  | Project B. feat. Kelly Rowland   | Co-Produzent           |

## T
| Jahr | Titel                            | Interpret              | Funktion               |
| ---- | -------------------------------- | ---------------------- | ---------------------- |
| 2012 | Tagebuch                         | MoTrip                 | Co-Autor, Co-Produzent |
| 2008 | The Unforgiven                   | Stefanie Heinzmann     | Co-Produzent           |
| 2009 | There’s a Reason                 | Stefanie Heinzmann     | Co-Produzent           |
| 2012 | This Old Heart of Mine           | Stefanie Heinzmann     | Co-Produzent           |
| 2012 | Triptheorie / Meine Rhymes & ich | MoTrip feat. Marsimoto | Co-Autor, Co-Produzent |
| 2013 | Tschüssikowski                   | Keule                  | Co-Autor, Co-Produzent |
| 2011 | Turn Back Time                   | Edita                  | Co-Produzent           |

## U
| Jahr | Titel            | Interpret                | Funktion               |
| ---- | ---------------- | ------------------------ | ---------------------- |
| 2009 | Unbreakable      | Stefanie Heinzmann       | Co-Produzent           |
| 2011 | Und schon wieder | 23                       | Co-Autor, Co-Produzent |
| 2009 | Unendlich        | Cassandra Steen          | Co-Produzent           |
| 2008 | Unser Leben      | Sido feat. Fler & Shizoe | Co-Autor               |
| 2011 | Untouchable      | Edita                    | Co-Produzent           |

## V
| Jahr | Titel        | Interpret | Funktion               |
| ---- | ------------ | --------- | ---------------------- |
| 2013 | V-Ausschnitt | Keule     | Co-Autor, Co-Produzent |

## W
| Jahr | Titel                         | Interpret          | Funktion               |
| ---- | ----------------------------- | ------------------ | ---------------------- |
| 2012 | Walk Man                      | Ivy Quainoo        | Co-Produzent           |
| 2009 | Warum?                        | Kitty Kat          | Co-Autor, Co-Produzent |
| 2009 | Wasting My Time               | Stefanie Heinzmann | Co-Produzent           |
| 2015 | Weit weg                      | Phela              | Co-Autor, Co-Produzent |
| 2015 | Wer ich bin                   | Phela              | Co-Autor, Co-Produzent |
| 2011 | When the Music Is Over        | Edita              | Co-Produzent           |
| 2012 | Wie die Zeit verrennt         | MoTrip             | Co-Autor, Co-Produzent |
| 2015 | Wieder alleine                | Phela              | Co-Autor, Co-Produzent |
| 2008 | Wieder Zurück                 | Sido               | Co-Autor               |
| 2018 | Willkommen Zurück             | Glasperlenspiel    | Co-Autor               |
| 2012 | Wir                           | MoTrip             | Co-Autor, Co-Produzent |
| 2009 | World on Fire                 | Stefanie Heinzmann | Co-Produzent           |
| 2011 | Wouldn’t Wanna Be without You | Edita              | Co-Produzent           |

## X
| Jahr | Titel | Interpret                    | Funktion     |
| ---- | ----- | ---------------------------- | ------------ |
| 2008 | Xtal  | Stefanie & Claudio Heinzmann | Co-Produzent |

## Y
| Jahr | Titel                  | Interpret          | Funktion     |
| ---- | ---------------------- | ------------------ | ------------ |
| 2012 | You Got Me             | Ivy Quainoo        | Co-Produzent |
| 2012 | You Kill Me (Everyday) | Eagle-Eye Cherry   | Co-Produzent |
| 2012 | You Made Me See        | Stefanie Heinzmann | Co-Produzent |

## Z
| Jahr | Titel              | Interpret | Funktion               |
| ---- | ------------------ | --------- | ---------------------- |
| 2015 | Zeichen            | Phela     | Co-Autor, Co-Produzent |
| 2015 | Zu Strasse         | Sido      | Co-Autor, Co-Produzent |
| 2015 | Zu wahr            | Sido      | Co-Autor, Co-Produzent |
| 2015 | Zurück nach damals | Phela     | Co-Autor, Co-Produzent |